# بروس كيمبل
بروس كيمبل (بالإنجليزية: Bruce Kimball)‏ هو لاعب كرة قدم أمريكية أمريكي، ولد في 19 أغسطس 1956 في بيفرلي في الولايات المتحدة.